# Terry Osei-Berkoe
Terry Osei-Berkoe (Brugge, 9 januari 1998) is een België-Ghanees voetballer. Osei-Berkoe is een aanvaller die het liefst wordt uitgespeeld als links/rechtsbuiten.

## Clubcarrière

### Jeugd
Osei-Berkoe is de zoon van William Osei-Berkoe, die in de jaren 90 en 00 in België onder andere bij Cercle Brugge, SK Roeselare, Daring Blankenberge en Knokke FC voetbalde. Zijn zoon Terry begon met voetballen bij Daring Brugge VV, maar stapte later in de voetsporen van zijn vader door zich ook bij Cercle Brugge aan te sluiten. In 2008 maakte hij de overstap naar stadsrivaal Club Brugge.
In de zomer van 2016 kreeg Osei-Berkoe tijdens de voorbereiding op het seizoen 2016/17 een kans bij de A-kern van Club Brugge. In de oefenwedstrijd tegen Knokke FC leverde de Belgisch-Ghanese aanvaller zijn visitekaartje af door twee van de drie goals te scoren in de 0-3-zege van Club Brugge. Later dat seizoen scoorde hij twee goals in de 1-3-zege van Club Brugge in de UEFA Youth League-wedstrijd tegen FC Porto. In november 2016, een maand nadat hij van trainer Michel Preud'homme werd opgenomen in de selectie voor de competitiewedstrijd tegen Sporting Charleroi, kreeg hij een contractverlenging tot 2019 bij Club Brugge.

### Club Brugge
In januari 2017 was Osei-Berkoe een van de jongeren die met de A-kern mee op winterstage in Sotogrande mochten. Een officieel debuut in het eerste elftal bleef echter uit, waarop Club Brugge hem in het seizoen 2017/18 uitleende aan Knokke FC, dat net naar Eerste klasse amateurs was gepromoveerd. In zijn eerste seizoen in het seniorenvoetbal was hij in 22 competitiewedstrijden – waaronder drie in de eindronde voor promotie – goed voor vier goals. Osei-Berkoe werd tijdens zijn uitleenbeurt aan Knokke kampioen in Eerste klasse amateurs, maar Knokke koos ervoor om niet te promoveren naar Eerste klasse B.
In het seizoen 2018/19 kwam Osei-Berkoe niet aan de bak bij Club Brugge. Op het einde van het seizoen liep zijn contract in het Jan Breydelstadion af.

### Lierse Kempenzonen
In juli 2019 ondertekende Osei-Berkoe een contract voor één seizoen met optie bij Lierse Kempenzonen. In zijn derde competitiewedstrijd, tegen KMSK Deinze, scheurde hij zijn kruisbanden. Doordat het seizoen 2019/20 vanwege de coronapandemie werd ingekort, maakte Osei-Berkoe pas in het seizoen 2020/21 zijn comeback bij de Lierenaars. Osei-Berkoe, die in juni 2020 zijn contract met een jaar verlengde, kwam in zijn eerste halve seizoen in Eerste klasse B niet verder dan drie invalbeurten en een basisplaats. In december 2020 kreeg hij te horen dat hij niet meer in de plannen van de club paste en bijgevolg mocht vertrekken. Tijdens de winter werd zijn contract ontbonden.

### KVK Tienen
In juli 2021 leek Osei-Berkoe met Patro Eisden Maasmechelen een nieuwe club gevonden te hebben, maar de transfer sprong in laatste instantie af. Na een testperiode ondertekende Osei-Berkoe uiteindelijk een eenjarig contract bij KVK Tienen.

## Interlandcarrière
Osei-Berkoe kwam uit voor verschillende jeugdcategorieën van het Belgisch voetbalelftal. Met België –17 nam hij in 2015 deel aan het WK onder 17, waarop België derde eindigde. Osei-Berkoe speelde mee in drie wedstrijden: de laatste groepswedstrijd tegen Ecuador (waar hij in de 81e minuut inviel voor Dante Vanzeir), in de achtste finale tegen Zuid-Korea (na 72 minuten gewisseld voor Dante Vanzeir) en in de kwartfinale tegen (na 87 minuten gewisseld voor Dries Caignau).